# ستيف كليفورد
ستيف كليفورد (بالإنجليزية: Steve Clifford)‏ مواليد 28 مايو 1961 في ايسلاند فالس، هو مدرب كرة سلة أمريكي ولاعب سابق. يدرب شارلوت هورنتس في الرابطة الوطنية لكرة السلة.

## إحصائيات المسيرة

### الرابطة الوطنية لكرة السلة
| الفريق        | السنة   | G   | W   | L   | W–L% | النهاية | PG | PW | PL | PW–L% | النتيجة                  |
| ------------- | ------- | --- | --- | --- | ---- | ------- | -- | -- | -- | ----- | ------------------------ |
| شارلوت هورنتس | 2013–14 | 82  | 43  | 39  | .524 | 3       | 4  | 0  | 4  | .000  | خسر في الجولة الأولى     |
| شارلوت هورنتس | 2014–15 | 82  | 33  | 49  | .402 | 4       | —  | —  | —  | —     | غاب عن الأدوار الإقصائية |
| شارلوت هورنتس | 2015–16 | 82  | 48  | 34  | .585 | 3       | 7  | 3  | 4  | .429  | خسر في الجولة الأولى     |
| شارلوت هورنتس | 2016–17 | 82  | 36  | 46  | .439 | 4       | —  | —  | —  | —     | غاب عن الأدوار الإقصائية |
| المسيرة       |         | 328 | 160 | 168 | .488 |         | 11 | 3  | 8  | .273  |                          |

## روابط خارجية
- ستيف كليفورد على موقع سبورتس رفرنس (الإنجليزية)